# Josep Farreras i Sampera
Josep Farreras i Sampera (el Masnou, Maresme, 16 de setembre de 1880 — el Masnou, Maresme, 21 de novembre de 1914) fou veterinari municipal de Barcelona.
Nascut al si d'una nissaga familiar de diverses generacions amb importants aportacions en el camp de la veterinària i la medicina. En l'àmbit de la veterinària hi ha tres figures destacades, Josep, Francesc i Pere Farreras Sampera.
Estudià bacteriologia amb Ramon Turró, al Laboratori Municipal de Barcelona. L'any 1906 fundà la “Revista Pasteur”, que el 1907 passà a anomenar-se “Revista Veterinaria de España” (1907-1936). Aquesta publicació esdevé un referent per a la veterinària de l'època i s'erigeix com una de les revistes professionals més rellevants per a la veterinària espanyola, assolint, fins i tot, reconeixements internacionals com ara la medalla d'or en l'exposició hispano-francesa de 1908. També publicà un "Manual del veterinario inspector de mataderos, mercados y vaquerías", fita important dins la veterinària del seu temps.
El fons de Josep Farreras Sampera i de la seva família es troba a la Biblioteca de Veterinària de la Universitat Autònoma de Barcelona. El fons inventariat està format per la documentació de l'activitat comercial de la Revista Veterinaria de España, així com de documents personals i professionals de Josep Farreras i Sampera, Pere Farreras i Sampera i Francesc Farreras i Sampera. També s'hi incorpora part de la biblioteca familiar.